# Dirk Bouwmeester
Pour les articles homonymes, voir Bouwmeester.
 (13 octobre 2016).
Dirk (Dik) Bouwmeester, né en 1967, est un physicien expérimental néerlandais spécialisé dans le domaine de l'optique quantique et l'information quantique. Il occupe actuellement les postes de professeur à l'Université de Californie à Santa Barbara et à l'Université de Leiden aux Pays-Bas.

## Biographie
En 1995, il a obtenu son philosophiæ doctor du laboratoire Johannes P. Woerdman à l'Université de Leyde avec la thèse de Quantum mechanics and classical optics. L'année suivante, alors qu'il était un chercheur post-doctoral dans le groupe d'Anton Zeilinger, il a réalisé l'une des premières manifestations de la téléportation Quantique à l'aide de photons.
Il a reçu le Prix Spinoza 2014, le prix scientifique le plus élevé aux Pays-Bas